# Kırahmetler, Gazipaşa
Kırahmetler là một xã thuộc huyện Gazipaşa, tỉnh Antalya, Thổ Nhĩ Kỳ. Dân số thời điểm năm 2011 là 235 người.